# Olympische atleten uit Rusland op de Olympische Winterspelen 2018

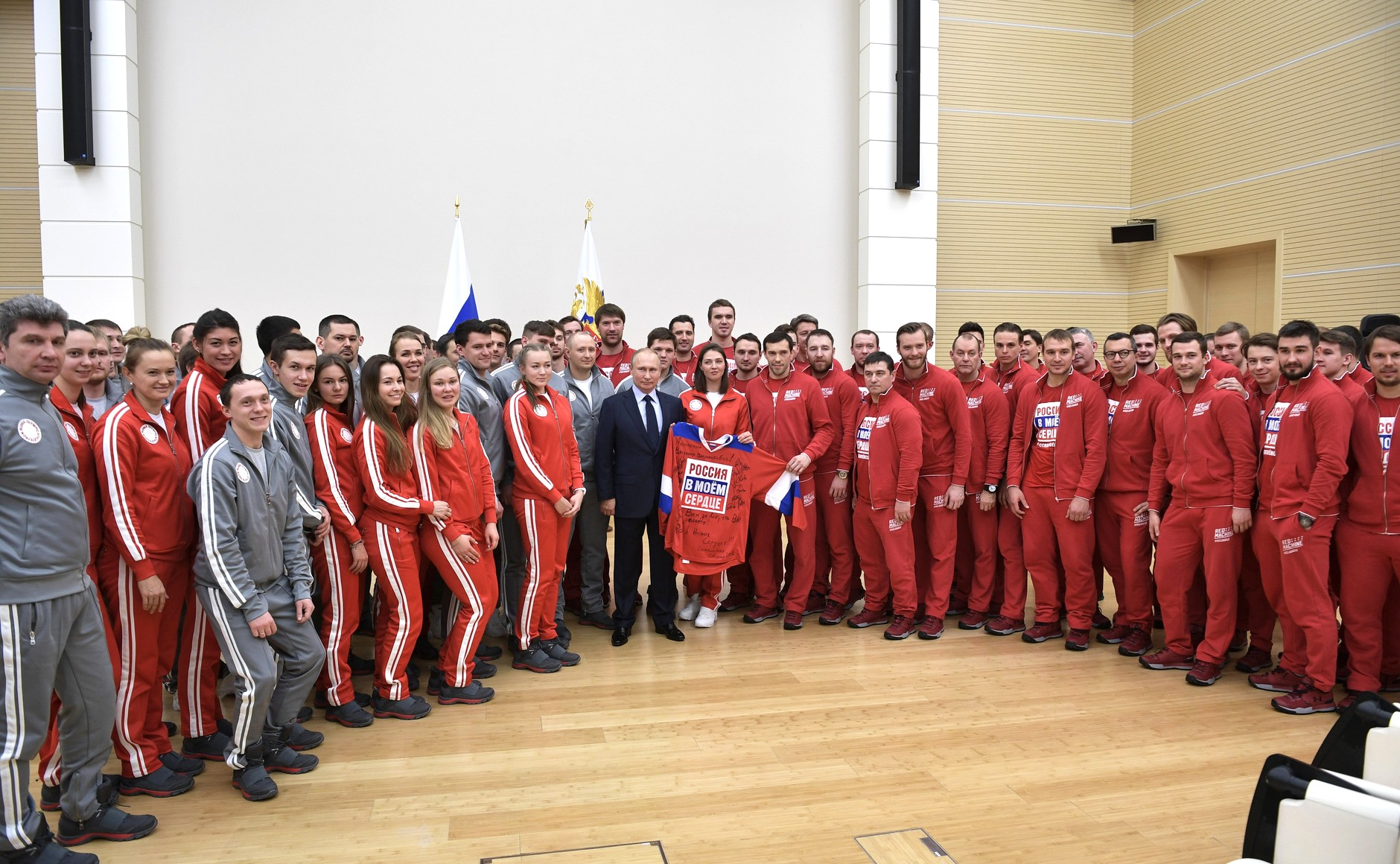
Bezoek van Vladimir Poetin aan de sporters

Als Olympisch atleten uit Rusland (OAR) namen sporters uit Rusland die nooit waren betrapt op doping deel aan de Olympische Winterspelen 2018 in Pyeongchang, Zuid-Korea.

## Medailleoverzicht
| Sport          | Olympiër | Onderdeel             | Medaille |
| -------------- | --- | --------------------- | -------- |
| Kunstrijden    | Alina Zagitova | vrouwen               | Goud     |
| IJshockey      | Landenteam | mannen                | Goud     |
| Kunstrijden    | Jevgenia Medvedeva | vrouwen               | Zilver   |
| Kunstrijden    | Michail Koljada Jevgenia Medvedeva Alina Zagitova Jevgenia Tarasova / Vladimir Morozov Natalja Zabijako / Aleksandr Enbert Jekaterina Bobrova / Dmitri Solovjov | landenteam            | Zilver   |
| Langlaufen     | Denis Spitsov Aleksandr Bolsjoenov | Teamsprint (m)        | Zilver   |
| Langlaufen     | Aleksandr Bolsjoenov | 50 km klassiek (m)    | Zilver   |
| Langlaufen     | Andrej Larkov Aleksandr Bolsjoenov Aleksej Tsjervotkin Denis Spitsov                                                                                            | estafette (m)         | Zilver   |
| Skeleton       | Nikita Tregoebov | mannen                | Zilver   |
| Freestyleskiën | Ilja Boerov | aerials (m)           | Brons    |
| Freestyleskiën | Sergej Ridzik | skicross (m)          | Brons    |
| Langlaufen     | Aleksandr Bolsjoenov | sprint (m)            | Brons    |
| Langlaufen     | Denis Spitsov | 15 km vrije stijl (m) | Brons    |
| Langlaufen     | Andrej Larkov | 50 km klassiek (m)    | Brons    |
| Langlaufen     | Joelia Beloroekova | Sprint (v)            | Brons    |
| Langlaufen     | Natalja Neprjajeva Joelia Beloroekova Anastasia Sedova Anna Netsjajevskaja                                                                                      | 4×5 km estafette (v)  | Brons    |
| Schaatsen      | Natalja Voronina | 5000 m (v)            | Brons    |
| Shorttrack     | Semjon Jelistratov | 1500 m (m)            | Brons    |

## Deelnemers en resultaten
(m) = mannen, (v) = vrouwen 

### Alpineskiën
| Olympiër                                                                        | Onderdeel        | Resultaat | Prestatie                                                           |
| ------------------------------------------------------------------------------- | ---------------- | --------- | ------------------------------------------------------------------- |
| Aleksandr Chorosjilov                                                           | slalom (m)       | 17e       | 1e run: 49,72 (21e) 2e run: 51,01 (5e) totaal: 1.40,73 (+1,74)      |
| Ivan Koeznetsov                                                                 | reuzenslalom (m) | DNF       | 1e run: niet gefinisht                                              |
| Ivan Koeznetsov                                                                 | slalom (m)       | DNF       | 1e run: niet gefinisht                                              |
| Pavel Trichitsjev                                                               | combinatie (m)   | DNF       | afdaling: niet gefinisht                                            |
|                                                                                 |                  |           |                                                                     |
| Anastasia Silantjeva                                                            | reuzenslalom (v) | 30e       | 1e run: 1.15,67 (32e) 2e run: 1.12,28 (29e) totaal: 2.27,95 (+7,93) |
| Jekaterina Tkatsjenko                                                           | slalom (v)       | 32e       | 1e run: 53,22 (34e) 2e run: 53,33 (33e) totaal: 1.46,55 (+7,92)     |
|                                                                                 |                  |           |                                                                     |
| Anastasia Silanteva Jekaterina Tkatsjenko Aleksandr Chorosjilov Ivan Koeznetsov | landenwedstrijd  | 1/8F      | 1/8F: 0-4 Noorwegen                                                 |

### Biatlon
| Olympiër                                                        | Onderdeel         | Resultaat | Prestatie                                                                                           |
| --------------------------------------------------------------- | ----------------- | --------- | --------------------------------------------------------------------------------------------------- |
| Anton Babikov                                                   | individueel (m)   | 16e       | 50.08,0 (+2.04,2) pen.: 1 (0 + 0 + 1 + 0)                                                           |
| Anton Babikov                                                   | sprint (m)        | 57e       | 25.48,5 (+2.09,7) pen.: 4 (3 + 1)                                                                   |
| Anton Babikov                                                   | achtervolging (m) | 40e       | 37.21,8 (+4.30,1) pen.: 4 (1 + 1 + 2 + 0)                                                           |
| Matvej Jelisejev                                                | individueel (m)   | 28e       | 51.07,1 (+3.03,3) pen.: 3 (0 + 2 + 0 + 1)                                                           |
| Matvej Jelisejev                                                | sprint (m)        | 83e       | 26.59,3 (+3.20,5) pen.: 5 (3 + 2)                                                                   |
|                                                                 |                   |           | |
| Tatjana Akimova                                                 | individueel (v)   | 15e       | 44.17,6 (+3.10,4) pen.: 2 (0 + 1 + 0 + 1)                                                           |
| Tatjana Akimova                                                 | sprint (v)        | 20e       | 22.24,2 (+1.18,0) pen.: 0 (0 + 0)                                                                   |
| Tatjana Akimova                                                 | achtervolging (v) | 31e       | 33.50,8 (+3.15,5) pen.: 4 (1 + 1 + 0 + 2)                                                           |
| Tatjana Akimova                                                 | massastart (v)    | 30e       | 41.32,4 / 0+0+5+1 (+6.09,4)                                                                         |
| Oeljana Kajsjeva                                                | individueel (v)   | 24e       | 44.47,9 (+3.40,7) pen.: 2 (0 + 2 + 0 + 0)                                                           |
| Oeljana Kajsjeva                                                | sprint (v)        | 33e       | 22.58,5 (+1.52,3) pen.: 2 (1 + 1)                                                                   |
| Oeljana Kajsjeva                                                | achtervolging (v) | 52e       | 36.33,6 (+5.58,3) pen.: 5 (0 + 2 + 2 + 1)                                                           |
|                                                                 |                   |           | |
| Oeljana Kajsjeva Tatjana Akimova Anton Babikov Matvej Jelisejev | estafette         | 9e        | 16.20,9 / 0+2 0+1 16.41,9 / 0+0 0+1 18.16,9 / 0+1 0+1 19.29,4 / 0+3 0+1 totaal: 1:10.49,1 / 0+6 0+4 |

### Bobsleeën
| Olympiër                                                            | Onderdeel       | Resultaat | Prestatie                                         |
| ------------------------------------------------------------------- | --------------- | --------- | ------------------------------------------------- |
| Maksim Andrianov Joeri Selichov                                     | tweemansbob (m) | 28e       | 2.30,83 (50,27 / 50,58 / 49,98)                   |
| Aleksej Stoelnev Vasili Kondratenko                                 | tweemansbob (m) | 20e       | 3.19,37 (49,77 / 49,99 / 49,74 / 49,87)           |
| Maxim Andrianov Aleksej Zajtsev Vasiliy Kondratenko Roeslan Samitov | viermansbob (m) | 15e       | 3.17,94 (49,43 / 49,39 / 49,56 / 49,56)           |
|                                                                     |                 |           |                                                   |
| Aleksandra Rodionova Joelia Belomestnych                            | tweemansbob (v) | 16e       | 3.25,72 (51,29 / 51,47 / 51,41 / 51,55)           |
| Nadezjda Sergejeva Anastasia Kotsjerzjova                           | tweemansbob (v) | DQ        | 3.25,16 (12e tijd) (51,01 / 51,49 / 51,29 /51,37) |

DQ = gediskwalificeerd nadat Nadezjda Sergejeva betrapt was op doping.

### Curling
| Olympiër                                                                                | Onderdeel     | Resultaat | Prestatie |
| --------------------------------------------------------------------------------------- | ------------- | --------- | --- |
| Galina Arsenkina Joelia Goeziëva Viktoria Moisejeva Joelia Portoenova Oeljana Vasiljeva | vrouwen       | 9e        | groepsfase 3 - 10 Groot-Brittannië 7 - 6 China 4 - 5 Zweden 6 - 7 Verenigde Staten 5 - 10 Japan 2 - 11 Zwitserland 8 - 7 Denemarken 2 - 11 Zuid-Korea 8 - 9 Canada                        |
|                                                                                         |               |           | |
| Anastasia Bryzgalova Aleksandr Kroesjelnitski                                           | gemengddubbel | DQ        | groepsfase 3 - 9 Verenigde Staten 4 - 3 Noorwegen 7 - 5 Finland 6 - 5 China 6 - 5 Zuid-Korea 2 - 8 Canada 8 - 9 Zwitserland halve finale: 5 - 7 Zwitserland om brons: (8 - 4) * Noorwegen |

* Moesten de bronzen medaille inleveren nadat de Rus Aleksandr Kroesjelnitski betrapt was op doping

### Freestyleskiën
| Olympiër              | Onderdeel      | Resultaat    | Prestatie |
| --------------------- | -------------- | ------------ | --- |
| Ilja Boerov           | aerials (m)    | Brons        | kwalificatie 1: 123.98 (8e) kwalificatie 2: 123.98 - 126.55 (1e) finale 1: 122.13 (6e) finale 2: 123.53 (6e) finale 3: 122.17 |
| Maksim Boerov         | aerials (m)    | kwalificatie | kwalificatie 1: 117.65 (12e) kwalificatie 2: 117.65 - 116.37 (9e)                                                             |
| Pavel Krotov          | aerials (m)    | 4e           | kwalificatie 1: 124.89 (5e) finale 1: 126.11 (2e) finale 2: 124.89 (5e) finale 3: 103.17                                      |
| Stanislav Nikitin     | aerials (m)    | kwalificatie | kwalificatie 1: 70.59 (25e) kwalificatie 2: 70.59 - 111.06 (12e)                                                              |
| Pavel Tsjoepa         | halfpipe (m)   | kwalificatie | kwalificatie: 46.80 - 25.80 pnt (24e)                                                                                         |
| Aleksandr Smysjljajev | moguls (m)     | 15e          | kwalificatie 1: 83.93 pnt (2e) finale 1: 74.57 pnt                                                                            |
| Semjon Densjtsjikov   | skicross (m)   | KF           | plaatsingsronde: 1.10,86 (+2,12); 27e 1/8F, serie 6: 2e KF, serie 3: 3e                                                       |
| Jegor Korotkov        | skicross (m)   | 1/8F         | plaatsingsronde: 1.10,36 (+1,65); 23e 1/8F, serie 7: 4e                                                                       |
| Igor Omelin           | skicross (m)   | 1/8F         | plaatsingsronde: 1.10,24 (+1,50); 17e 1/8F, serie 1: 3e                                                                       |
| Sergej Ridzik         | skicross (m)   | Brons        | plaatsingsronde: 1.09,21 (+0,47); 2e 1/8F, serie 8: 2e KF, serie 4: 1e HF, serie 2: 2e F: 3e                                  |
|                       |                |              | |
| Alina Gridneva        | aerials (v)    | kwalificatie | kwalificatie 1: 60.16 (20e) kwalificatie 2: 60.16 - 60.68 (15e)                                                               |
| Ljoebov Nikitina      | aerials (v)    | 7e           | kwalificatie 1: 88.83 (8e) kwalificatie 2: 88.83 - 84.24 (4e) finale 1: 85.68 (7e) finale 2: 80.01                            |
| Aleksandra Orlova     | aerials (v)    | 8e           | kwalificatie 1: 102.22 (1e) finale 1: 89.28 (5e) finale 2: 61.25                                                              |
| Kristina Spiridonova  | aerials (v)    | 11e          | kwalificatie 1: 97.64 (4e) finale 1: 57.64                                                                                    |
| Valeria Demidova      | halfpipe (v)   | 6e           | kwalificatie: 71.00 - 73.60 pnt (10e) finale: 79.00 - 80.60 - 77.60 pnt                                                       |
| Marika Pertachia      | moguls (v)     | 16e          | kwalificatie 1: 70.43 pnt (12e) kwalificatie 2: 30.92 pnt (18e) finale 1: 71.65 pnt (16e)                                     |
| Regina Rachimova      | moguls (v)     | 10e          | kwalificatie 1: 71.77 pnt (11e) kwalificatie 2: 72.82 pnt (4e) finale 1: 73.58 pnt (11e) finale 2: 73.55 pnt (10e)            |
| Jekaterina Stoljarova | moguls (v)     | 11e          | kwalificatie 1: 67.69 pnt (20e) kwalificatie 2: 73.40 pnt (2e) finale 1: 73.23 pnt (12e) finale 2: 72.74 pnt (11e)            |
| Anastasia Tsjirtsova  | skicross (v)   | KF           | plaatsingsronde: 1.15,83 (+2,72); 15e 1/8F, serie 8: 2e KF, serie 4: niet gefinisht                                           |
| Viktoria Zavadovskaja | skicross (v)   | 1/8F         | plaatsingsronde: 1.16,80 (+3,69); 19e 1/8F, serie 5: 3e                                                                       |
| Lana Proesakova       | slopestyle (v) | kwalificatie | kwalificatie: 42.20 - 70.60 pnt (14e)                                                                                         |
| Anastasia Tatalina    | slopestyle (v) | 12e          | kwalificatie: 27.40 - 81.00 pnt (8e) 29.40 - 51.20 - 13.00 pnt                                                                |

### Kunstrijden
| Olympiër | Onderdeel | Resultaat | Prestatie |
| --- | --------- | --------- | --- |
| Dmitri Aliev | mannen    | 7e        | 267.51 (korte kür: 98.98, vrije kür: 168.53) |
| Michail Koljada | mannen    | 8e        | 264.25 (korte kür: 86.69, vrije kür: 177.56) |
| |           |           | |
| Jevgenia Medvedeva | vrouwen   | Zilver    | 238.26 (korte kür: 81.61, vrije kür: 156.65) |
| Maria Sotskova | vrouwen   | 8e        | 198.10 (korte kür: 63.86, vrije kür: 134.24) |
| Alina Zagitova | vrouwen   | Goud      | 239.57 (korte kür: 82.92, vrije kür: 156.65) |
| |           |           | |
| Kristina Astachova Aleksej Rogonov | paren     | 12e       | 194.45 (korte kür: 70.52, vrije kür: 123.93) |
| Jevgenia Tarasova Vladimir Morozov | paren     | 4e        | 224.93 (korte kür: 81.68, vrije kür: 143.25) |
| Natalja Zabijako Aleksandr Enbert | paren     | 7e        | 212.88 (korte kür: 74.35, vrije kür: 138.53) |
| |           |           | |
| Jekaterina Bobrova Dmitri Solovjov | ijsdansen | 5e        | 186.92 (korte kür: 75.47, vrije kür: 111.45) |
| Tiffany Zahorski Jonathan Guerreiro | ijsdansen | 13e       | 162.24 (korte kür: 66.47, vrije kür: 95.77) |
| |           |           | |
| Michail Koljada Jevgenia Medvedeva Alina Zagitova Jevgenia Tarasova / Vladimir Morozov Natalja Zabijako / Aleksandr Enbert Jekaterina Bobrova / Dmitri Solovjov | team      | Zilver    | mannen, korte kür: 3 pnt (74,36 pnt), vrije kür: 9 pnt (173,57) vrouwen, korte kür: 10 pnt (81,06 pnt) vrouwen, vrije kür: 10 pnt (158,08) paren, korte kür: 10 pnt (80,92 pnt) paren, vrije kür: 8 pnt (133,28) ijsdansen, korte kür: 8 pnt (74,76 pnt), vrije kür: 8 pnt: (110,43) totaal: 66 pnt |

### Langlaufen
| Olympiër                                                                   | Onderdeel                 | Resultaat | Prestatie                                                                                    |
| -------------------------------------------------------------------------- | ------------------------- | --------- | -------------------------------------------------------------------------------------------- |
| Aleksandr Bolsjoenov                                                       | sprint (m)                | Brons     | kwalificatie: 3.10,20 (+1,66) (3e) KF-3: 1e (3.08,45) HF-1: 3e (+0,62) finale: 3e (+1,36)    |
| Aleksandr Bolsjoenov                                                       | 50 km klassieke stijl (m) | Zilver    | 2:08.40,8 (+18,7)                                                                            |
| Andrej Larkov                                                              | 15 km vrije stijl (m)     | 20e       | 35.25,1 (+1.41,2)                                                                            |
| Andrej Larkov                                                              | 30 km skiatlon (m)        | 30e       | 1:18.50,6 (+2.30,6)                                                                          |
| Andrej Larkov                                                              | 50 km klassieke stijl (m) | Brons     | 2:10.59,6 (+2.37,5)                                                                          |
| Andrej Melnitsjenko                                                        | sprint (m)                | 48e       | kwalificatie: 3.22,27 (+13,73)                                                               |
| Andrej Melnitsjenko                                                        | 15 km vrije stijl (m)     | 14e       | 35.02,1 (+1.18,2)                                                                            |
| Andrej Melnitsjenko                                                        | 30 km skiatlon (m)        | 29e       | 1:18.50,5 (+2.30,5)                                                                          |
| Aleksandr Panzjinski                                                       | sprint (m)                | 11e       | kwalificatie: 3.11,63 (+3,09) (6e) KF-4: 4e (+2,38) HF-1: 6e (+13,04)                        |
| Denis Spitsov                                                              | 15 km vrije stijl (m)     | Brons     | 34.06,9 (+23,0)                                                                              |
| Denis Spitsov                                                              | 30 km skiatlon (m)        | 4e        | 1:16.32,7 (+12,7)                                                                            |
| Denis Spitsov                                                              | 50 km klassieke stijl (m) | 20e       | 2:16.24,6 (+8.02,5)                                                                          |
| Aleksej Tsjervotkin                                                        | 50 km klassieke stijl (m) | 12e       | 2:13.19,0 (+4.56,9)                                                                          |
| Aleksej Vitsenko                                                           | sprint (m)                | 21e       | kwalificatie: 3.14,56 (+6,02) (14e) KF-5: 5e (+13,26)                                        |
| Aleksej Vitsenko                                                           | 15 km vrije stijl (m)     | 49e       | 36.46,4 (+3.02,5)                                                                            |
| Aleksej Vitsenko                                                           | 30 km skiatlon (m)        | 23e       | 1:18.02,2 (+1.42,2)                                                                          |
| Aleksandr Bolsjoenov Denis Spitsov                                         | teamsprint (m)            | Zilver    | HF: 15.58,84 finale: 15.57,97                                                                |
| Andrej Larkov Aleksandr Bolsjoenov Aleksej Tsjervotkin Denis Spitsov       | estafette (m)             | Zilver    | 24.42,1 24.36,7 22.08,0 21.47,5 totaal: 1:33.14,3 (+9,4)                                     |
|                                                                            |                           |           |                                                                                              |
| Joelia Beloroekova                                                         | sprint (v)                | Brons     | kwalificatie: 3.18,26 (+9,52) (15e) KF-4: 1e (3.14,29) HF-2: 1e (3.10,12) finale: 3e (+3,37) |
| Joelia Beloroekova                                                         | 15 km skiatlon (v)        | 18e       | 42.51,0 (+2.06,1)                                                                            |
| Natalja Neprjajeva                                                         | sprint (v)                | 4e        | kwalificatie: 3.15,65 (+6,91) (6e) KF-5: 1e (3.11,78) HF-2: 3e (+0,60) finale: 4e (+9,14)    |
| Natalja Neprjajeva                                                         | 15 km skiatlon (v)        | 8e        | 41.17,9 (+33,0)                                                                              |
| Natalja Neprjajeva                                                         | 30 km klassieke stijl (v) | 24e       | 1:32.10,4 (+9.52,8)                                                                          |
| Anna Netsjajevskaja                                                        | 10 km vrije stijl (v)     | 10e       | 26.24,8 (+1.24,3)                                                                            |
| Anastasia Sedova                                                           | 10 km vrije stijl (v)     | 8e        | 26.07,8 (+1.07,3)                                                                            |
| Anastasia Sedova                                                           | 15 km skiatlon (v)        | 12e       | 41.57,7 (+1.12,8)                                                                            |
| Anastasia Sedova                                                           | 30 km klassieke stijl (v) | 11e       | 1:26.46,8 (+4.29,2)                                                                          |
| Alisa Zjambalova                                                           | sprint (v)                | 44e       | kwalificatie: 3.31,53 (+22,79)                                                               |
| Alisa Zjambalova                                                           | 10 km vrije stijl (v)     | 17e       | 26.57,8 (+1.57,3)                                                                            |
| Alisa Zjambalova                                                           | 15 km skiatlon (v)        | 21e       | 42.59,1 (+2.14,2)                                                                            |
| Alisa Zjambalova                                                           | 30 km klassieke stijl (v) | 15e       | 1:27.27,2 (+5.09,6)                                                                          |
| Joelia Beloroekova Natalja Neprjajeva                                      | teamsprint (v)            | 9e        | HF: 16.24,63 finale: 16.41,76                                                                |
| Natalja Neprjajeva Joelia Beloroekova Anastasia Sedova Anna Netsjajevskaja | estafette (v)             | Brons     | 13.24,5 13.50,5 12.13,4 12.39,2 totaal 52.07,6 (+43,3)                                       |

### Noordse combinatie
| Olympiër      | Onderdeel                | Resultaat | Prestatie                                                                                             |
| ------------- | ------------------------ | --------- | --- |
| Ernest Jachin | gundersen normale schans | 38e       | schansspringen: 96.7 pnt (96,0 m); 21e (+2,16) langlaufen: 26.18,3 (43e) totaal: 28.34,3 (+3.42,9)    |
| Ernest Jachin | gundersen grote schans   | 35e       | schansspringen: 114.1 pnt (127,5 m); 15e (+1,39) langlaufen: 25.56,1 (43e) totaal: 287.35,1 (+3.42,6) |

### Rodelen
| Olympiër                                                    | Onderdeel | Resultaat | Prestatie                                                            |
| ----------------------------------------------------------- | --------- | --------- | -------------------------------------------------------------------- |
| Stepan Fjodorov                                             | mannen    | 13e       | 3.11,608 (48,035 (13e) / 47,936 (13e) / 47,755 (9e) / 47,822 (14e))  |
| Semjon Pavlitsjenko                                         | mannen    | 14e       | 3.11,859 (48,337 (243) / 47,923 (12e) / 47,716 (8e) / 47,883 (15e))  |
| Roman Repilov                                               | mannen    | 8e        | 3.11,108 (47,776 (4e) / 47,740 (3e) / 47,948 (15e) / 47,644 (5))     |
| Andrej Bogdanov Andrej Medvedev                             | dubbels   | 16e       | 1.33,508 (47,106 (19e) / 46,402 (12e))                               |
| Aleksandr Denisjev Vladislav Antonov                        | dubbels   | 11e       | 1.32,781 (46,437 (11e) / 46,344 (11e))                               |
|                                                             |           |           |                                                                      |
| Jekaterina Batoerina                                        | vrouwen   | 15e       | 3.07,619 (47,122 (21e) / 46,700 (16e) / 46,675 (12e) / 47,122 (17e)) |
|                                                             |           |           |                                                                      |
| Jekaterina Batoerina Roman Repilov A. Denisjev / V. Antonov | estafette | 7e        | 47,523 (9e) 48,615 (1e) 49,211 (7e) totaal: 2.25,349                 |

### Schaatsen
| Olympiër          | Onderdeel  | Resultaat | Prestatie       |
| ----------------- | ---------- | --------- | --------------- |
| Sergej Trofimov   | 1500 m (m) | 18e       | 1.46,69 (+2,68) |
|                   |            |           |                 |
| Angelina Golikova | 500 m (v)  | 7e        | 37,62 (+0,68)   |
| Angelina Golikova | 1000 m (v) | 22e       | 1.16,85 (+3,29) |
| Natalja Voronina  | 3000 m (v) | 10e       | 4.05,85 (+6,64) |
| Natalja Voronina  | 5000 m (v) | Brons     | 6.53,98 (+3,75) |

### Schansspringen
| Olympiër                                                       | Onderdeel           | Resultaat | Prestatie |
| -------------------------------------------------------------- | ------------------- | --------- | --- |
| Jevgeni Klimov                                                 | normale schans (m)  | 30e       | kwalificatie 121.4 pnt (102,0 m); 12e finale: 168.2 pnt (99.0 (94,5 m); 30e - 69.2 (81,5 m); 30e) |
| Jevgeni Klimov                                                 | grote schans (m)    | 26e       | kwalificatie 118.8 pnt (136,0 m); 16e finale: 220.6 pnt (116.4 (125,0 m); 24e - 104.2 (118,0 m); 26e) |
| Denis Kornilov                                                 | normale schans (m)  | 24e       | kwalificatie: 107.2 pnt (94,5 m); 28e finale: 209.6 pnt (113.9 (107,5 m); 16e - 95.7 (96,5 m); 28e) |
| Denis Kornilov                                                 | grote schans (m)    | 30e       | kwalificatie 101.7 pnt (129,0 m); 26e finale: 196.3 pnt (111.2 (122,5 m); 29e - 85.1 (110.5 m); 30e) |
| Michail Nazarov                                                | normale schans (m)  | 34e       | kwalificatie: 93.7 pnt (88,5 m); 41e finale: 92.1 pnt (94,5 m) |
| Michail Nazarov                                                | grote schans (m)    | 39e       | kwalificatie 92.3 pnt (122,0 m); 33e finale: 103.4 pnt (120,0 m) |
| Aleksej Romasjov                                               | normale schans (m)  | 37e       | kwalificatie: 98.5 pnt (90,0 m); 34e finale: 91.7 pnt (94,0 m) |
| Aleksej Romasjov                                               | grote schans (m)    | 42e       | kwalificatie 108.9 pnt (136,0 m); 21e finale: 99.8 pnt (119,0 m) |
| Aleksej Romasjov Denis Kornilov Michail Nazarov Jevgeni Klimov | landenwedstrijd (m) | 7e        | 189.5 pnt (99.4 (117,5 m) - 90.1 (114,0 m)) 216.1 pnt (108.6 (122,0 m) - 107.5 (121,5 m)) 184.4 pnt (90.6 (115,0 m) - 93.8 (115,5 m)) 219.8 pnt (111.0 (123,0 m) - 108.8 (122,0 m)) totaal: 809.8 (409.6; 7e - 400.2; 7e) |
|                                                                |                     |           | |
| Irina Avvakoemova                                              | normale schans (v)  | 4e        | 230.7 pnt (114.7 (99,0 m); 4e - 116.0 (102,0 m); 5e) |
| Anastasia Barannikova                                          | normale schans (v)  | 27e       | 149.0 pnt (83.7 (88,0 m); 17e - 65.3 (82,0 m);29e) |
| Aleksandra Koestova                                            | normale schans (v)  | 24e       | 152.3 pnt (77.3 (85,0 m); 21e - 75.0 (85,5 m); 28e) |
| Sofia Tichonova                                                | normale schans (v)  | 25e       | 150.8 ptn (75.0 (86,5 m); 24e - 75.8 (86,0 m); 25e) |

### Shorttrack
| Olympiër                                                                           | Onderdeel      | Resultaat | Prestatie                                                                                                 |
| ---------------------------------------------------------------------------------- | -------------- | --------- | --- |
| Semjon Jelistratov                                                                 | 500 meter (m)  | series    | serie 8: 3e (40,829)                                                                                      |
| Semjon Jelistratov                                                                 | 1000 meter (m) | 6e        | serie 3: 2e (1.23,979) kwartfinale 3: 1e (1.23,893) halve finale 1: 4e (1.26,773) B-finale: 2e (1.27,621) |
| Semjon Jelistratov                                                                 | 1500 meter (m) | Brons     | serie 1: 3e (2.13,087) halve finale 1: 1e (2.11,003) A-finale: 3e (2.10,687)                              |
| Pavel Sitnikov                                                                     | 500 meter (m)  | series    | serie 6: penalty                                                                                          |
| Pavel Sitnikov                                                                     | 1000 meter (m) | series    | serie 8: penalty                                                                                          |
| Pavel Sitnikov                                                                     | 1500 meter (m) | series    | serie 6: 4e (2.33,653)                                                                                    |
| Aleksandr Sjoelginov                                                               | 500 meter (m)  | KF        | serie 5: 2e (40,585) kwartfinale 1: 4e (54,498)                                                           |
| Aleksandr Sjoelginov                                                               | 1000 meter (m) | series    | serie 5: 4e (1.31,133)                                                                                    |
| Aleksandr Sjoelginov                                                               | 1500 meter (m) | series    | serie 5: 6e (2.19,308)                                                                                    |
|                                                                                    |                |           | |
| Jekaterina Jefremenkova                                                            | 1000 meter (v) | KF        | serie 3: 2e (1.29,598) kwartfinale 4: 3e (1.29,466)                                                       |
| Jekaterina Jefremenkova                                                            | 1500 meter (v) | series    | serie 3: penalty                                                                                          |
| Emina Malagitsj                                                                    | 500 meter (v)  | series    | serie 8: 3e (56,830)                                                                                      |
| Sofia Prosvirnova                                                                  | 500 meter (v)  | 5e        | serie 3: 1e (43,376) kwartfinale 3: 1e (43,466) halve finale 1: 3e (43,219) B-finale: niet verreden       |
| Sofia Prosvirnova                                                                  | 1000 meter (v) | series    | serie 6: penalty                                                                                          |
| Sofia Prosvirnova                                                                  | 1500 meter (v) | series    | serie 6: 4e (2.25,553)                                                                                    |
| Jekaterina Jefremenkova Jekaterina Konstantinova Emina Malagitsj Sofia Prosvirnova | relay (v)      | 5e        | halve finale 1: 4e (4.21,973) B-finale: 3e (4.08,838)                                                     |

### Skeleton
| Olympiër              | Onderdeel | Resultaat | Prestatie                               |
| --------------------- | --------- | --------- | --------------------------------------- |
| Nikita Tregoebov      | mannen    | Zilver    | 3.22,18 (50,59 / 50,50 / 50,53 / 50,56) |
| Vladislav Martsjenkov | mannen    | 15e       | 3.25,18 (51,27 / 51,49 / 51,05 / 51,37) |

### Snowboarden
| Olympiër                | Onderdeel                | Resultaat    | Prestatie |
| ----------------------- | ------------------------ | ------------ | --- |
| Anton Mamajev           | big air (m)              | kwalificatie | kwalificatie, serie 2: 29.00 - 42.75 pnt (16e) |
| Vlad Chadarin           | big air (m)              | kwalificatie | kwalificatie, serie 2: 83.75 - 79.25 pnt (11e) |
| Vlad Chadarin           | slopestyle (m)           | kwalificatie | kwalificatie, serie 1: 23.05 - 64.16 pnt (11e) |
| Nikita Avtanejev        | halfpipe (m)             | kwalificatie | kwalificatie: 63.25 - 32.75 pnt (20e) |
| Dmitri Loginov          | parallelreuzenslalom (m) | kwalificatie | kwalificatie: 1.31,00 (48,68 + 42,32); 32e |
| Dmitri Sarsembajev      | parallelreuzenslalom (m) | 1/8F         | kwalificatie: 1.25,74 (43,02 + 42,72); 14e 1/8F: verloor van KOR Lee Sang-ho |
| Andrej Sobolev          | parallelreuzenslalom (m) | kwalificatie | kwalificatie: 1.25,99 (42,35 + 43,64); 18e |
| Vic Wild                | parallelreuzenslalom (m) | 1/8F         | kwalificatie: 1.25,51 (43,50 + 42,01); 9e 1/8F: verloor van ITA Roland Fischnaller |
| Daniil Dilman           | snowboardcross (m)       | 1/8F         | plaatsingsronde: 1.15,40 - 1.16,11 (31e) 1/8F, serie 7: 4e |
| Nikolaj Oljoenin        | snowboardcross (m)       | 11e          | plaatsingsronde: 1.13,78 (4e) 1/8F, serie 4: 1e KF, serie 1: 1e HF, serie 1: niet gefinisht kleine finale: niet gestart                                                               |
|                         |                          |              | |
| Sofja Fjodorova         | big air (v)              | kwalificatie | kwalificatie: 64.00 - 23.25 pnt (21e) |
| Sofja Fjodorova         | slopestyle (v)           | 8e           | finale: 27.53 - 65.73 pnt |
| Milena Bykova           | parallelreuzenslalom (v) | 1/8          | kwalificatie: 1.33,09 (46,43 + 46,66); 9e 1/8F: verloor van AUT Daniela Ulbing |
| Natalja Soboleva        | parallelreuzenslalom (v) | kwalificatie | kwalificatie: 1.33,93 (47,78 + 46,15); 19e |
| Jekaterina Toedegesjeva | parallelreuzenslalom (v) |              | kwalificatie: 1.33,42 (47,44 + 45,98); 14e 1/8F: verloor van GER Selina Jörg |
| Alena Zavarzina         | parallelreuzenslalom (v) |              | kwalificatie: 1.30,16 (45,43 + 44,73); 2e 1/8F: won van SLO Glorija Kotnik KF: won van SUI Julie Zogg HF: verloor van GER Selina Jörg om brons: verloor van GER Ramona Th. Hofmeister |
| Kristina Paoel          | snowboardcross (v)       | 12e          | kwalificatie: 1.21,93 - 1.19,93 (14e) KF, serie 3: 2e HF, serie 2: niet gefinisht kleine finale: niet gefinisht                                                                       |
| Maria Vasiltsova        | snowboardcross (v)       | KF           | kwalificatie: 1.20,57 (12e) KF, serie 2: niet gefinisht |

### IJshockey
| Olympiër | Onderdeel | Resultaat | Prestatie |
| --- | --------- | --------- | --- |
| Sergei Andronov Alexander Barabanov Pavel Datsjoek Vladislav Gavrikov Nikita Goesev Michail Grigorenko Jegor Jakovlev Ilja Kabloekov Sergei Kalinin Kirill Kaprizov Bogdan Kiselevitsj Vasili Kosjetsjkin Ilja Kovaltsjoek Alexei Martsjenko Sergei Mozjakin Nikita Nesterov Nikolai Prochorkin Igor Sjestjorkin Vadim Sjipatsjyov Sergei Sjirokov Ilja Sorokin Ivan Telegin Vjatsjeslav Voinov Artjom Zoeb Andrei Zoebarev       | mannen    | Goud      | groep B 2 - 3 Slowakije 8 - 2 Slovenië 4 - 0 Verenigde Staten kwartfinale: 6 - 1 Noorwegen halve finale: 3 - 0 Tsjechië finale: 4 - 3 Duitsland |
| |           |           | |
| Nadezjda Alexandrova Maria Batalova Ljoedmila Beljakova Jelena Dergatsjyova Jevgenia Djoepina Liana Ganejeva Angelina Gontsjarenko Fanoeza Kadirova Diana Kanajeva Viktoria Koelisjova Jekaterina Lichatsjyova Jekaterina Lobova Nadezjda Morozova Jekaterina Nikolajeva Valeria Pavlova Nina Pirogova Anna Sjochina Alevtina Sjtarjova Jekaterina Smolina Olga Sosina Aljona Starovoitova Valeria Tarakanova Svetlana Tkatsjyova | vrouwen   | 4e        | groep A 0 - 5 Canada 0 - 5 Verenigde Staten 1 - 5 Finland kwartfinale: 6 - 2 Zwitserland halve finale: 0 - 5 Canada om brons: 2 - 3 Finland     |

Albanië · Andorra · Argentinië · Armenië · Australië · Azerbeidzjan · België · Bermuda · Bolivia · Bosnië en Herzegovina · Brazilië · Bulgarije · Canada · Chili · China · Chinees Taipei · Colombia · Cyprus · Denemarken · Duitsland · Ecuador · Eritrea · Estland · Filipijnen · Finland · Frankrijk · Georgië · Ghana · Griekenland · Groot-Brittannië · Hongarije · Hongkong · Ierland · IJsland · India · Iran · Israël · Italië · Jamaica · Japan · Kazachstan · Kenia · Kirgizië · Kosovo · Kroatië · Letland · Libanon · Liechtenstein · Litouwen · Luxemburg · Macedonië · Madagaskar · Maleisië · Malta · Marokko · Mexico · Moldavië · Monaco · Mongolië · Montenegro · Nederland · Nieuw-Zeeland · Nigeria · Noord-Korea · Noorwegen · Oekraïne · Oezbekistan · Oost-Timor · Oostenrijk · Pakistan · Polen · Portugal · Puerto Rico · Roemenië · San Marino · Servië · Singapore · Slovenië · Slowakije · Spanje · Thailand · Togo · Tonga · Tsjechië · Turkije · Verenigde Staten · Wit-Rusland · Zuid-Afrika · Zuid-Korea · Zweden · Zwitserland
Olympische atleten uit Rusland